# IA Sud América
Institucion Atlética Sud América – urugwajski klub piłkarski z siedzibą w Montevideo. Często spotykanym skrótem nazwy klubu jest IASA.

## Osiągnięcia
- Mistrz drugiej ligi urugwajskiej (Segunda división uruguaya) (6): 1951, 1954, 1957, 1963, 1975, 1994

## Historia
Klub Sud América założony został 15 lutego 1914. W pierwszej lidze zadebiutował 8 września 1946 meczem z Danubio FC przegranym 0:1.

### Piłkarze
- Eduardo Acevedo
- Antonio Alzamendi (1976-78)
- Miguel Bossio (1978-79)
- Fernando Carreño
- Juan Carlos Corazzo
- Julio César Cortés
- Alberto Galateo
- Eduardo García
- Omar Méndez
- Darío Rodríguez